# Calonne-Ricouart
Calonne-Ricouart – miejscowość i gmina we Francji, w regionie Hauts-de-France, w departamencie Pas-de-Calais.
Według danych na rok 1990 gminę zamieszkiwało 6585 osób, a gęstość zaludnienia wynosiła 1428 osób/km² (wśród 1549 gmin regionu Nord-Pas-de-Calais Calonne-Ricouart plasuje się na 132. miejscu pod względem liczby ludności, natomiast pod względem powierzchni na miejscu 715.).

## Osoby związane z Calonne-Ricouart
- Robert Budzynski (ur. 1940) – Francuski piłkarz polskiego pochodzenia
- Maryan Synakowski (1936–2021) – Francuski piłkarz polskiego pochodzenia
- Maryan Wisniewski (1937–2022) – Francuski piłkarz polskiego pochodzenia